# Pimpinella pinetorum
Pimpinella pinetorum är en flockblommig växtart som beskrevs av Elmer Drew Merrill. Pimpinella pinetorum ingår i släktet bockrötter, och familjen flockblommiga växter. Inga underarter finns listade i Catalogue of Life.